# سو جونستون
سو جونستون (بالإنجليزية: Sue Johnston)‏ هي ممثلة بريطانية، ولدت في 7 ديسمبر 1943 في المملكة المتحدة.

## أعمال

### مسلسلات
- بروكسايد

## وصلات خارجية
- سو جونستون على موقع IMDb (الإنجليزية)
- سو جونستون على موقع ألو سيني (الفرنسية)
- سو جونستون على موقع أول موفي (الإنجليزية)
- سو جونستون على موقع قاعدة بيانات الأفلام السويدية (السويدية)
- سو جونستون على موقع ديسكوغز (الإنجليزية)
- سو جونستون على موقع قاعدة بيانات الفيلم (الإنجليزية)
- سو جونستون على موقع كينوبويسك (الروسية)